# Bartosz Nowicki
Bartosz Nowicki (Polonia, 26 de febrero de 1984) es un atleta polaco especializado en la prueba de 1500 m, en la que consiguió ser medallista de bronce europeo en pista cubierta en 2011.

## Carrera deportiva
En el Campeonato Europeo de Atletismo en Pista Cubierta de 2011 ganó la medalla de bronce en los 1500 metros, con un tiempo de 3:41.48 segundos, tras el español Manuel Olmedo y el turco Kemal Koyuncu (plata con 3:41.18 segundos que fue récord nacional turco).